# Bibliographie sur le protestantisme français

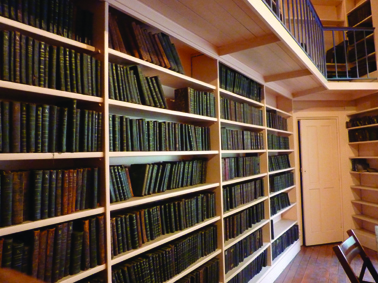
Bibliothèque populaire protestante du Grand temple de Lyon 1er étage.

La bibliographie sur le protestantisme français recense une partie des très nombreux livres traitant du protestantisme en France qui sont publiés en langue française ou étrangère.
La bibliothèque populaire protestante du Grand temple de Lyon, fondée en 1830, possède une large collection à ce sujet.
Depuis 2022, existe un Festival protestant du livre.

## Généralités

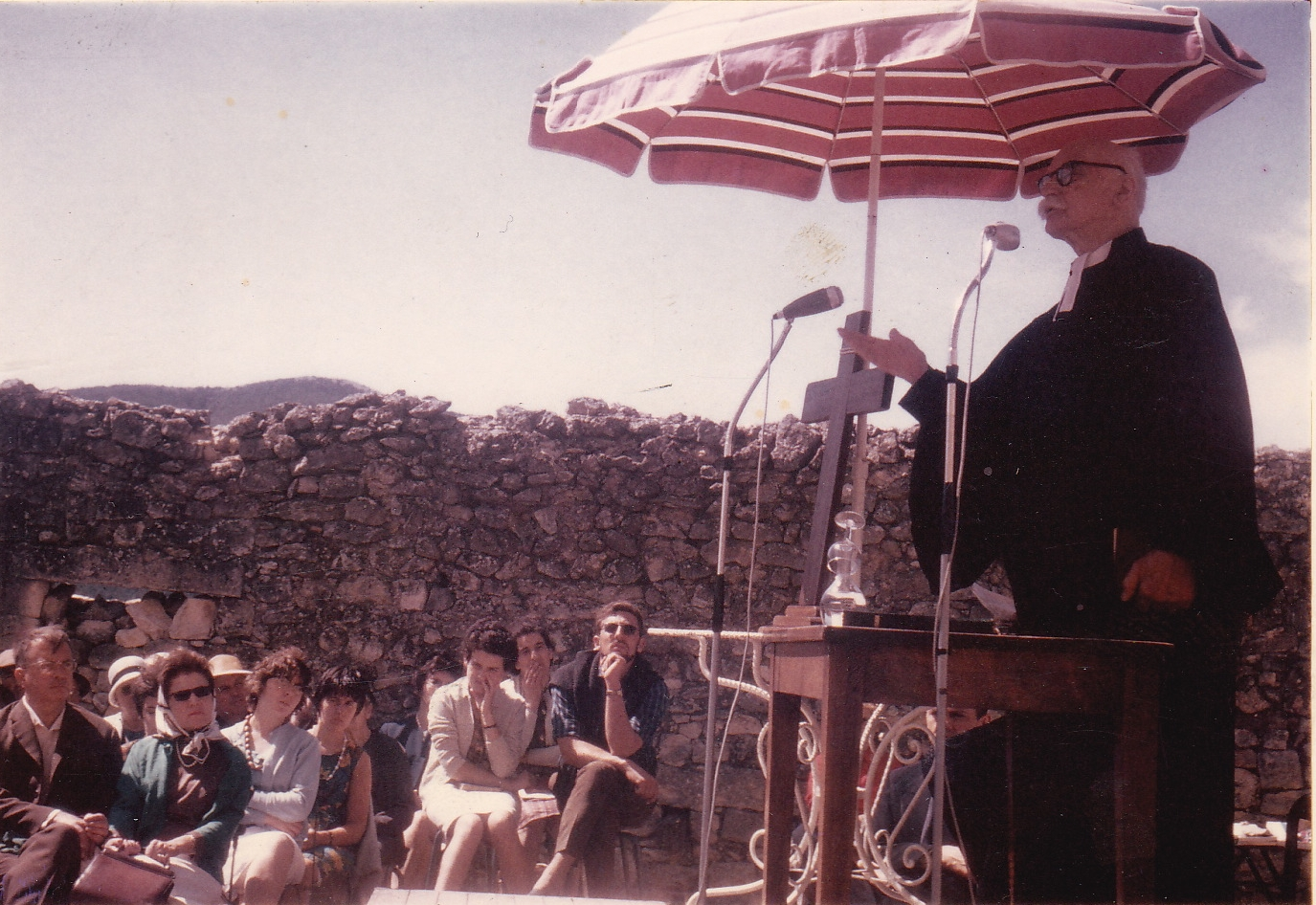
Conférence du pasteur Marc Boegner au Poët-Laval en 1965.

- Marc Boegner et André Siegfried, Protestantisme français, Plon, coll. « Présence », 1945, 448 p. (présentation en ligne)

- Anne-Laure Zwilling (dir), Les Minorités religieuses en France : Panorama de la diversité contemporaine, Paris, Bayard, 2019, 1309 p. (ISBN 9782227494855, présentation en ligne), chap. Section 6 (« Les protestantismes »)

## Histoire

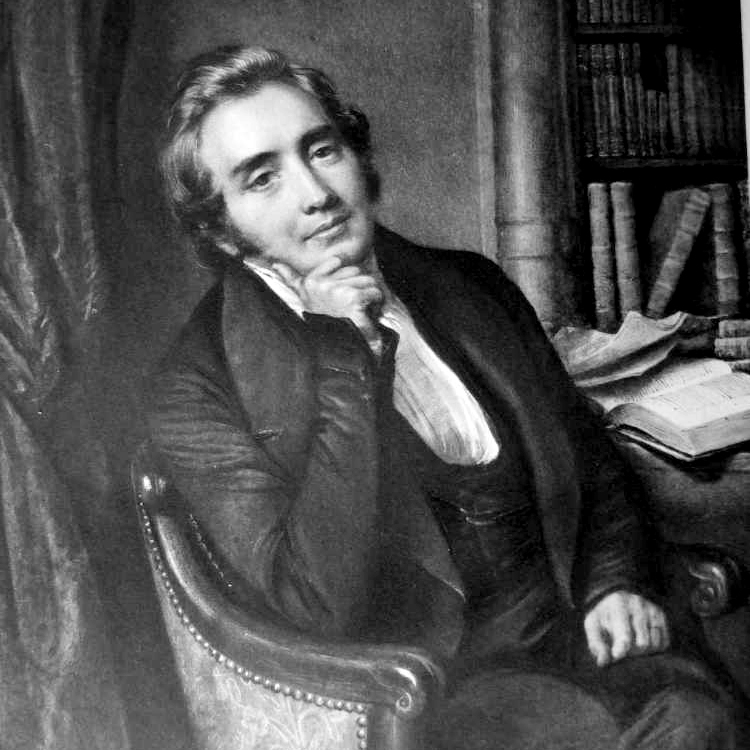
Guillaume de Félice.

### Histoire générales
- Guillaume de Félice, Histoire des Protestants de France, Paris, Harper & Brothers, 1850, 655 p. (lire en ligne)

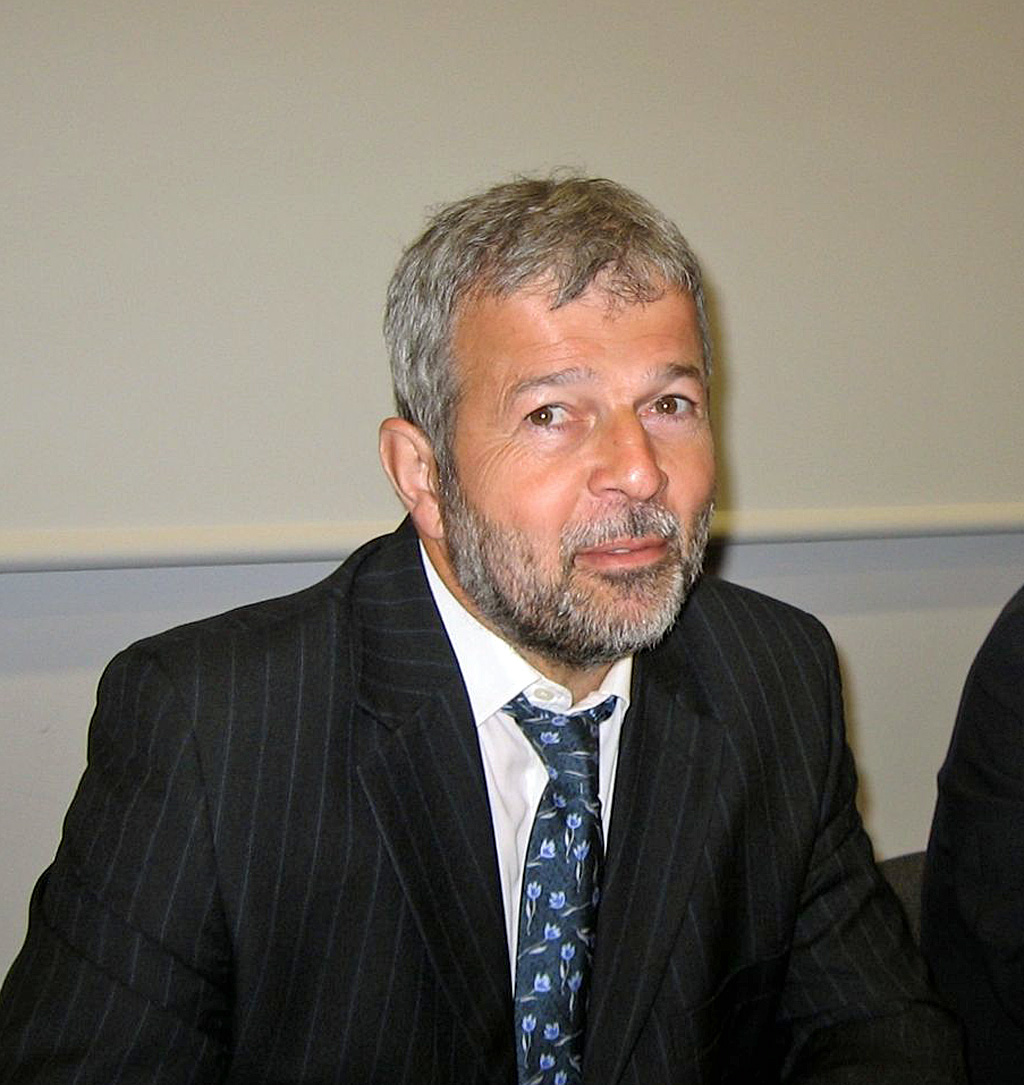
Patrick Cabanel (2012).

- Robert Mandrou, Histoire des protestants en France, Toulouse, Privat, 1977, 490 p. (ISBN 978-2-708-92341-6, présentation en ligne)
- Émile-G. Léonard, Histoire générale du protestantisme, PUF, 1961-1964, rééd. 1988, 1672 p. (ISBN 2130418899, présentation en ligne)
- Marianne Carbonnier-Burkard et Patrick Cabanel, Une histoire des protestants en France : XVIe – XXe siècle, Paris, Desclée de Brouwer, 1998, 215 p. (présentation en ligne)
- Bernard Cottret, Histoire de la Réforme protestante, Perrin, 2001, rééd. 2010, 640 p. (ISBN 2262032327, présentation en ligne)
- Hugues Daussy et Didier Boisson, Les protestants dans la France moderne, Paris, Belin, coll. « Sup », 2006, 352 p. (ISBN 978-2-701-13334-8)Patrick Cabanel (2012).
- Patrick Cabanel, Histoire des protestants en France : XVIe – XXIe siècle, Paris, Fayard, 2012, 1500 p. (ISBN 978-2-213-66999-1, présentation en ligne)
- Jean Baubérot et Marianne Carbonnier-Burkard, Histoire des Protestants. Une minorité en France (XVIe – XXIe siècle), Ellipses, 2016, 570 p. (ISBN 978-2-340-01521-0)[3]
- Patrick Cabanel, Le Protestantisme Français : La belle histoire : XVIe – XXIe siècle, Alcide, 2017, 162 p. (ISBN 978-2-375-91008-5)
- Henri Dubief et Jacques Poujol, La France protestante : Histoire et lieux de mémoire, Montpellier, Éditions de Paris, 2017 (1re éd. 1992), 450 p. (ISBN 978-2-846-21255-7, présentation en ligne)Jean Baubérot au festival protestant du livre en 2022.

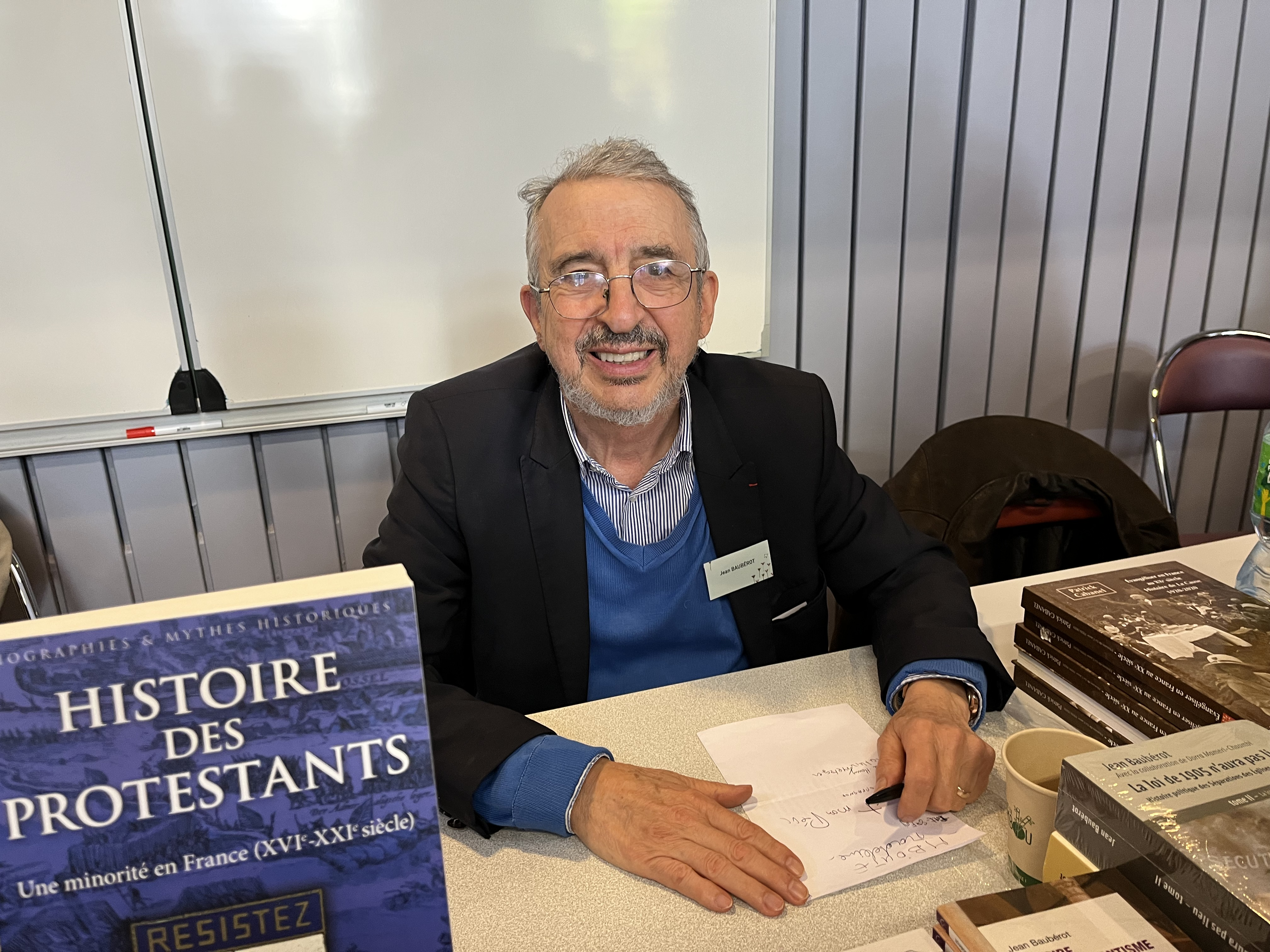
Jean Baubérot au festival protestant du livre en 2022.

- .Jean Baubérot, Histoire du protestantisme, Paris, Humensis, coll. « Que sais-je ? », 2020, 8e éd. (1re éd. 1987), 128 p. (ISBN 978-2-715-40498-4, présentation en ligne)

### Ancien Régime

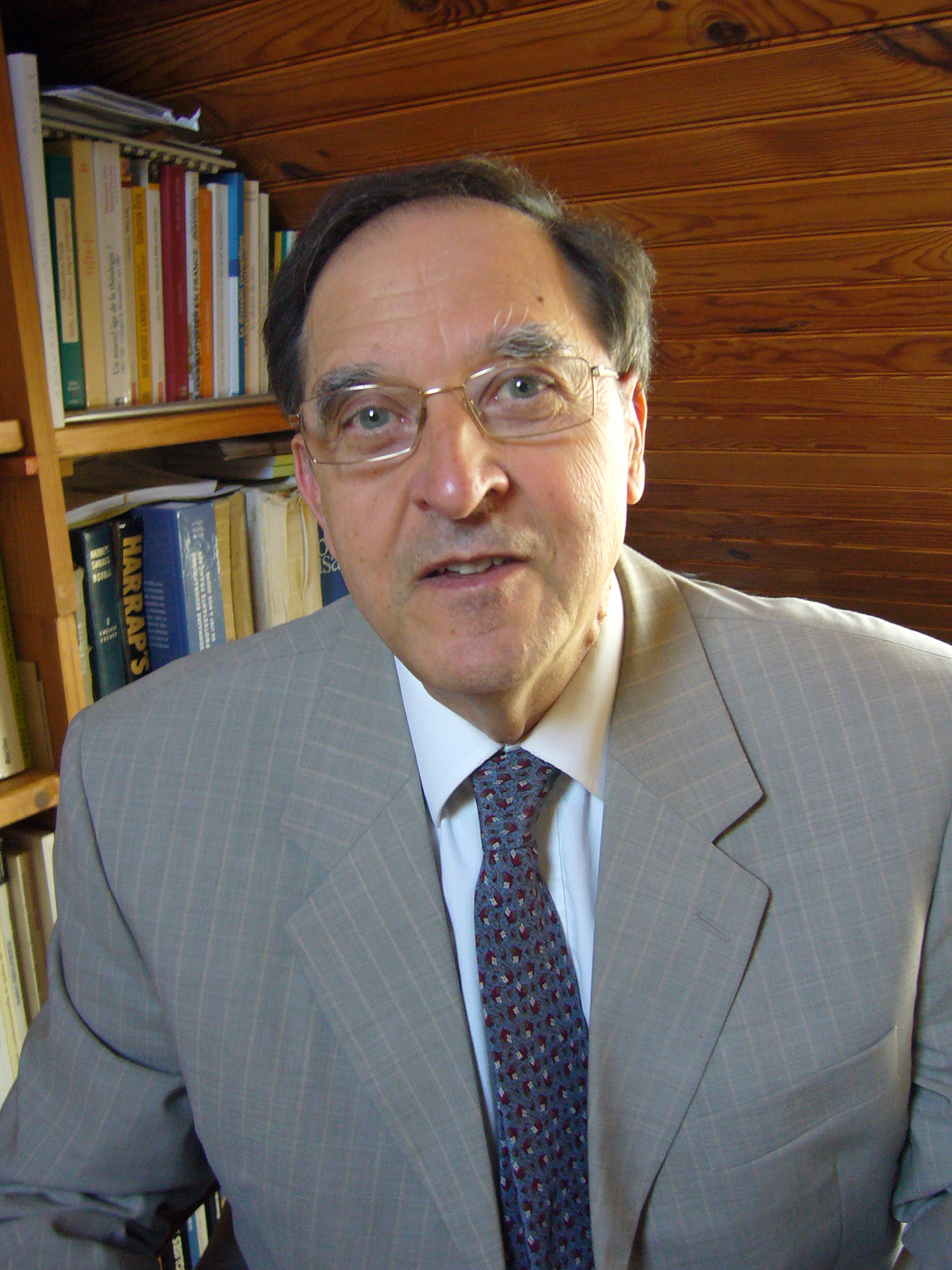
André Encrevé en 2015.

- Joseph Faurey, La Monarchie française et le Protestantisme français, De Boccard, 1923, 170 p. (présentation en ligne)
- Joseph Faurey, L'Édit de Nantes et la question de la tolérance, De Bocard, 1929 (présentation en ligne)
- Roger Joxe (d), Les Protestants du comté de Nantes au seizième siècle et au début du dix-septième siècle, Éditions Jeanne Laffitte, 1982, 328 p. (présentation en ligne)
- Jacques de Missècle, L'Édit de Nantes et sa révocation, A. Jess, 1930, 44 p. (présentation en ligne)
- Jacques de Missècle, Les Huguenots et la Monarchie au XVIe siècle, A. Jess, 1930, 45 p. (présentation en ligne).
- Yves Krumenacker, Les Protestants du Poitou au XVIIIe siècle: 1681 - 1789, Paris, Champion, coll. « Vie des huguenots » (no 1), 1998, 521 p. (ISBN 978-2-85203-742-7).
- Stéphane Capot, Justice et religion en Languedoc au temps de l'Édit de Nantes : La Chambre de l'édit de Castres, 1579-1679, Paris, École des chartes, coll. « Mémoires et documents de l'École des chartes » (no 52), 1998, 427 p. (ISBN 978-2-900791-22-6).
- Janine Garrisson, L'Édit de Nantes : Chronique d'une paix attendue, Paris, Fayard, 1998, 449 p. (ISBN 9782213600499).
- Didier Boisson, Les protestants de l'ancien colloque du Berry : De la Révocation de l'Édit de Nantes à la fin de l'Ancien Régime, 1679-1789, ou l'inégale résistance de minorités religieuses, Paris, Champion, coll. « Vie des Huguenots » (no 10), 2000, 800 p. (ISBN 978-2-7453-0238-0, OCLC ocm44055261, présentation en ligne, lire en ligne).
- Myriam Yardeni, Repenser l’histoire : aspects de l’historiographie huguenote des guerres de religion à la Révolution française, Honoré Champion, 2000, 224 p. (ISBN 978-2-7453-0240-3, présentation en ligne).
- Philippe Wolff, Histoire des protestants en France, De la Réforme à la Révolution, Privat, 2001, 254 p. (ISBN 978-2-708-96843-1).
- Didier Boisson et Yves Krumenacker (dir.), La coexistence confessionnelle à l’épreuve: Études sur les relations entre protestants et catholiques dans la France moderne, Lyon, LARHRA, coll. « Chrétiens et société. Documents et Mémoires » (no 9), 2009, 261 p. (ISBN 979-10-365-4324-1, DOI 10.4000/books.larhra.1665, lire en ligne).
- Alain Joblin, Les protestants de la Côte au XVIIe siècle (Boulonnais, Calaisis), Paris, Honoré Champion, coll. « Vie des Huguenots » (no 62), 2012, 249 p. (ISBN 978-2-7453-2278-4).
- Yves Krumenacker et Boris Noguès (dir.), Protestantisme et éducation dans la France moderne, Lyon, LARHRA, coll. « Chrétiens et société. Documents et Mémoires » (no 24), 2014, 187 p. (ISBN 979-10-91592-09-3 et 979-10-365-4320-3, DOI 10.4000/books.larhra.3572, lire en ligne).
- (en) David Garrioch, The Huguenots of Paris and the coming of religious freedom, 1685-1789, Cambridge, Cambridge University Press, 2014 (ISBN 978-1-107-04767-9, présentation en ligne, lire en ligne ).

Traduction française : David Garrioch (trad. Christophe Jaquet), Les huguenots de Paris et l'avènement de la liberté religieuse, 1685-1789, Ceyzérieu, Champ Vallon, coll. « Époques », 2021, 312 p. (ISBN 979-10-267-0988-6, lire en ligne ).

### Époque contemporaine
- François Bonifas, Histoire des protestants de France depuis 1861, Toulouse, Société des livres religieux, 1874 (lire en ligne)
- Pierre Poujol, Protestantisme français moderne : Notes pour son histoire sociale depuis 1870, Paris, Christianisme social, 1961 (présentation en ligne)

- André Encrevé, Les Protestants en France de 1800 à nos jours : histoire d’une réintégration, Éditions Stock, 1985, 281 p. (ISBN 978-2-234-01815-0)
- Rémi Fabre, Les protestants en france depuis 1789, La Découverte, coll. « Repères », 1999, 122 p. (ISBN 978-2-707-13151-5)
- David Feutry, Rebelles de la foi : Les protestants en France, XVIe – XXIe siècle, Humensis, 2017, 384 p. (ISBN 978-2-410-01268-2)
- Patrick Cabanel, La fabrique des huguenots : Une minorité entre histoire et mémoire (XVIIIe – XXIe siècle), Genève, Labor et Fides, 2022, 656 p. (ISBN 978-2-830-95219-3)

#### XIXesiècle
- Église réformée, Agonie de l'Église Reformée de France, Paris, Ch. Meyrueis, 1867, 60 p. (lire en ligne)
- Église réformée, Reconstitution de l'Église réformée de France : Par l'auteur de l'Agonie de l'Église réformée de France, Paris, Ch. Meyruis, 1868, 43 p. (lire en ligne)
- Léon Maury, Le Réveil religieux dans l’Église réformée à Genève et en France, vol. 2, Paris, 1892
- Frank Puaux, Les œuvres du protestantisme français au XIXe siècle : Exposition universelle de Chicago, publiées sous la direction de Frank Puaux, Paris, comité protestant français (Paris), 1893, 480 p. (lire en ligne)
- Étienne de Seynes, Protestantisme et monarchie au XIXe siècle, Association Sully
- Alice Wemyss, Histoire du Réveil 1790-1849, Paris, Les Bergers et les Mages, 1977 (présentation en ligne)

- André Encrevé, Protestants français au milieu du XIXe siècle : les Réformés de 1848 à 1870, Genève, Labor & Fides, 1986, 1121 p. (ISBN 978-2-830-90028-6, présentation en ligne)
- André Encrevé, L'Expérience et la foi : Pensée et vie religieuse des huguenots au XIXe siècle, Labor et Fides, 2001, 423 p. (ISBN 978-2-830-91013-1)

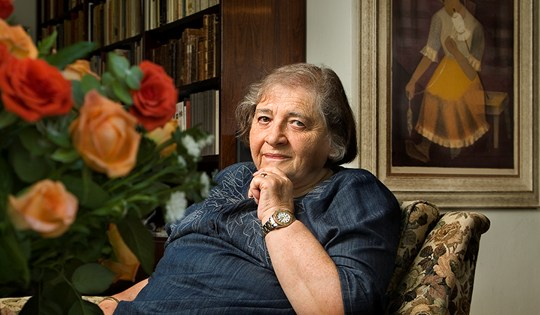
Miryam Yardeni (2007)

#### XXesiècle
- André Encrevé et Jacques Poujol (dir), Les Protestants français pendant la Seconde Guerre mondiale, Société de l'histoire du protestantisme français, 1994, 737 p. (ISBN 978-2-856-28000-3, présentation en ligne)

- Patrick Cabanel, De la paix aux résistances : Les protestants en France (1930-1945), Fayard, 2015, 432 p. (ISBN 978-2-213-68518-2)

#### XXIesiècle
- Sébastien Fath et Jean-Paul Willaime (dir.), La Nouvelle France protestante : Essor et recomposition au xxie siècle, Genève, Labor et Fides, coll. « Religions et modernités », 2011, 484 p. (ISBN 978-2-830-95003-8)

## Théologie

### Anglicanisme
- Society for Promoting Christian Knowledge, L'église anglicane en France et ailleurs, Londres, Society for Promoting Christian Knowledge, 1901, 8 p. (OCLC 49755358)Traduction de : The English church in France and other continental countries paru la même année[4].

### Luthéranisme

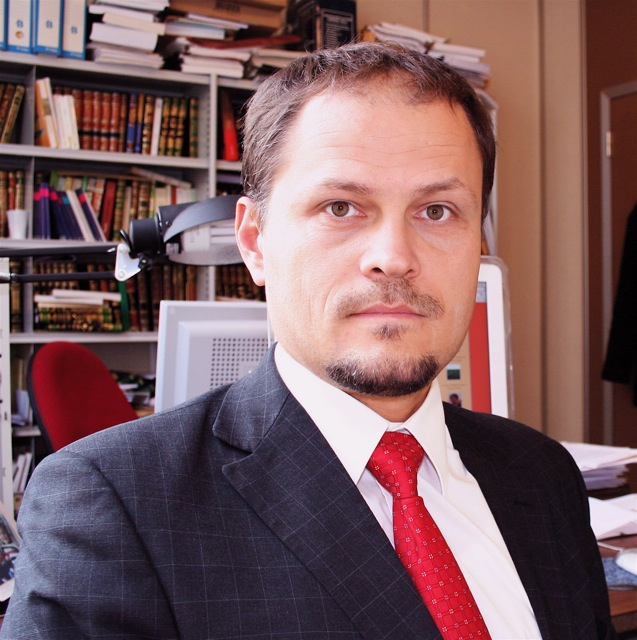
Sebastien Fath en 2008.

- Marcel Scheidhauer, Les Églises luthériennes en France, 1800-1815 : Alsace, Montbéliard, Paris, Strasbourg, Librairie Oberlin, 1975, 287 p. (présentation en ligne)
- Janine Driancourt-Girod, L'insolite histoire des luthériens de Paris : De Louis XIII à Napoléon, Albin Michel Littérature, 1992, 384 p. (ISBN 2051009368, présentation en ligne)

### Protestantisme évangélique
- Sébastien Fath, Du ghetto au réseau : Le protestantisme évangélique en France de 1800 à 2005, Genève, Labor et Fides, 2005, 425 p. (ISBN 978-2-830-91139-8)
- Linda Caille, Soldats de Jésus, les évangéliques à la conquête de la France, Paris, Fayard, 2013 (ISBN 978-2-213-67625-8), p. 224

## Anti protestantisme
- Jean Baubérot et Valentine Zuber, Une haine oubliée : L'antiprotestantisme avant le « pacte laïque » (1870-1905), Albin Michel, 2015 (1re éd. 2000), 336 p. (ISBN 978-2-226-29128-8)

## Relation aux autres religions
- Patrick Cabanel, Juifs et protestants en France, les affinités électives : XVIe – XXIe siècle, Fayard, 2004, 360 p. (ISBN 978-2-213-66020-2)
- Paul Salmona et Patrick Cabanel, Juifs et protestants : Parcours croisés 1517-2017, Éditions Dolmazon, 2020, 123 p. (ISBN 978-2-911-58472-5)

## Diaspora
- Michelle Magdelaine et Rudolf von Thadden, Le Refuge huguenot, Armand Colin, 1985, 283 p. (ISBN 2200370792)[5].
- Myriam Yardeni, Le Refuge huguenot : Assimilation et culture, Champion, 2002, 232 p. (ISBN 978-2-745-30537-4, présentation en ligne)

## Biographies
- Michel-Edmond Richard, Notables protestants en France dans la première moitié du XIXe siècle, Caen, Éditions du Lys, 1976, 376 p. (ISBN 978-2-908-56118-0)

- Patrick Cabanel et André Encrevé (dir.), Dictionnaire biographique des protestants français de 1787 à nos jours : Tome 1, A-C, Paris, Éditions de Paris/Max Chaleil, 2015, 831 p. (ISBN 978-2-84621-190-1).
- Patrick Cabanel et André Encrevé (dir.), Dictionnaire biographique des protestants français de 1787 à nos jours : Tome 2, D-G, Paris, Éditions de Paris/Max Chaleil, 2020, 1072 p. (ISBN 2846212880).
- Patrick Cabanel et André Encrevé (dir.), Dictionnaire biographique des protestants français de 1787 à nos jours : Tome 3, H-L, Paris, Les Éditions de Paris Max Chaleil, 2022, 1049 p. (ISBN 9782846213332)

## Organisations protestantes
- Collectif EPUdF, Choisir la confiance : L’Église protestante unie de France, Lyon, Olivétan, 2013, 128 p. (ISBN 978-2-354-79196-4)
- Anne Dollfus et Pierre-Yves Kirschleger, L’Église réformée de France (1938-2013) : Une présence au monde, Classiques Garnier, coll. « Études d’histoire et de philosophie religieuse 89 », 2021 (ISBN 978-2-406-10778-1)[6].
- Patrick Cabanel, Evangéliser la France au XXe siècle : Histoire de La Cause - 1920-2020, Editions La Cause, 2021 (ISBN 978-2-876-57134-1)
- Jean Cadier, La Brigade de la Drôme, Éditions Ampelos, 2022, 142 p. (ISBN 978-2-356-18221-0)

## Rapport à la politique

### Ouvrages
- (en) Stuart Reynolds Schram, Protestantism and Politics in France, Alençon, Corbiére & Jugain, 1954, 272 p.

- Patrick Cabanel, Les Protestants et la République : de 1870 à nos jours, 2000, Éditions Complexe, 2000, 270 p. (ISBN 978-2-870-27780-5, présentation en ligne)Hugues Daussy (2015)

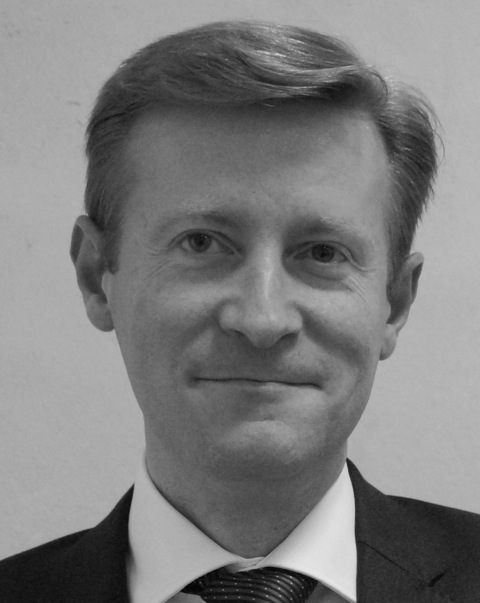
Hugues Daussy (2015)

- Hugues Daussy, Les Huguenots et le roi, Le combat politique de Philippe Duplessis-Mornay, 1572-1600, Droz, 2002, 694 p. (ISBN 978-2-600-00667-5)

- Hugues Daussy, Le Parti huguenot : Chronique d'une désillusion (1557-1572), Genève, Droz, 2014, 888 p. (ISBN 978-2-600-31721-4)

- André Encrevé, Les Protestants et la vie politique française : De la révolution à nos jours, CNRS Éditions, 2020, 603 p. (ISBN 978-2-271-12904-8)

### Travaux universitaire
- [thèse de doctorat] (en) Grace Davie, Right Wing Politics among French Protestants (1900-1944) : with special reference to the Association Sully, London School of Economics, 1975
- [thèse de doctorat] Cédric Tartaud-Gineste, Les Protestants royalistes en France au XXe siècle, sous la direction de Jean-Pierre Chaline, Université Paris-Sorbonne, 2003 (lire en ligne)

## Divers
- Joseph Faurey, Le Protestantisme français et le Mariage, De Boccard, 1923

- André Encrevé, Protestantisme et cinéma français, Librairie Droz, 2008, 174 p. (ISBN 978-2-600-01184-6)